# جیغ‌کش جزیره کویبا

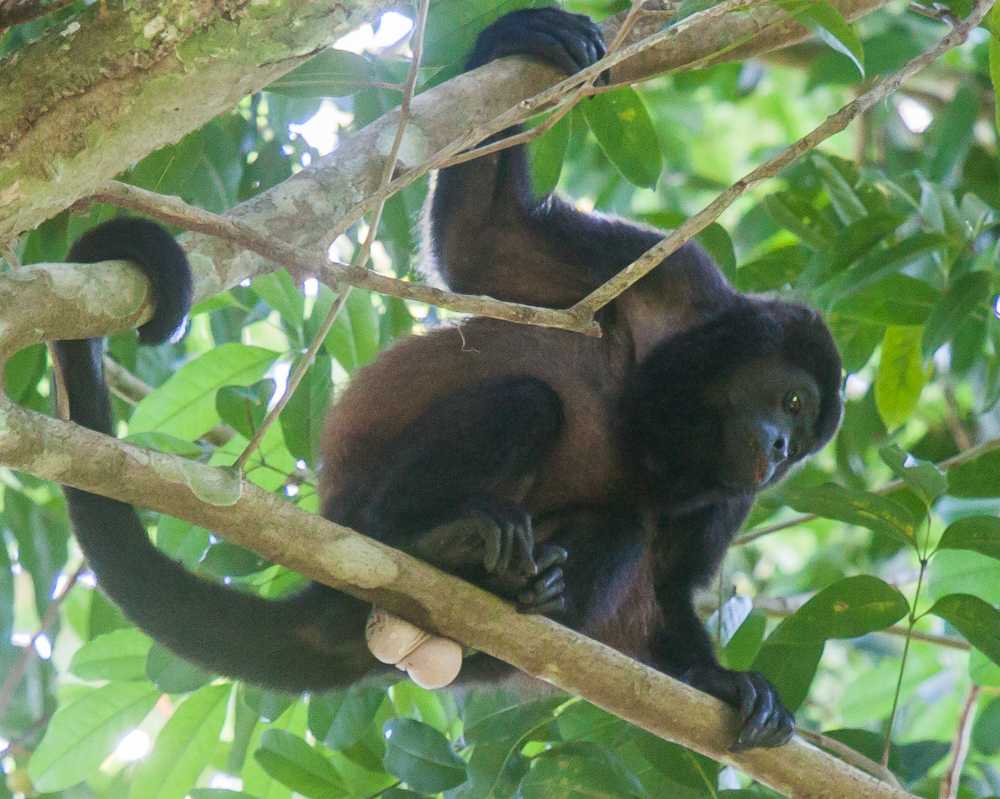
جیغ‌کش جزیره کویبا

جیغ‌کش جزیره کویبا (نام علمی: Alouatta coibensis) نام یک گونه از سرده میمون جیغ‌کش است.